# Чёрное озеро (Москва)
Чёрное озеро — расположено в Косино-Ухтомском районе восточного административного округа Москвы. Входит в систему Косинских озёр, до 1940 года было наименьшим из них. В 2006 году вошло в особо охраняемую природную территорию регионального значения природно-исторический парк «Косинский». Площадь поверхности — 24-26 га. Код в ГВР — 09010101711110000006124.

## Описание
Своё название Чёрное озеро получило по характеристике воды — тёмной от торфа, непрозрачной, с заболоченными берегами, илистым и заторфованным дном.
Расположено в бассейне реки Нищенки, через которую проходит Косинский ручей — левый приток Пономарки. Соединено заболоченной протокой с Белым озером. Из Косинских озёр вода Чёрного наиболее минерализована. На дне обнаружены запасы сапропеля.
Площадь озера — 24-26 га, глубина — менее 3 метров, мощность озёрных отложений — до 15 метров. Берега представляют собой торфяник, который иногда загорается от туристических костров. Южный берег, сухой и песчаный, окружён лесным массивом и луговинами. Северный — берёзовым мелколесьем, ивой и осинами. По западной стороне озера проходит МКАД, на восточной находится сельская застройка.

## Происхождение
Лимнологами выделено пять стадий развития Чёрного озера. По официальной версии Чёрное озеро имеет ледниковое происхождение. Однако существует гипотеза, по которой озёра Косинской группы могут быть карстовыми. В настоящее время точная версия возникновения озёр неизвестна.
Водоём состоит из двух частей. Северный плёс — историческое Чёрное озеро овальной формы, длиной 360 метров, шириной 200 метров и площадью 4—5 га. Южная часть появилась в первой половине XX века в результате торфоразработок, которые велись на месте расположенного рядом болота. По форме она напоминает треугольник длиной 440 метров, шириной 430 метров и площадью 11—12 га. Водоём соединён короткой протокой с Белым озером.

## История
Первое упоминание об озёрах Косинской группы датируется началом XV века.
В 1888 году начались гидробиологические исследования Косинских водоёмов, в 1908 году на этой территории была основана Косинская биологическая станция. Усилиями сотрудников станции в 1923 году на территории 54,4 га, куда входит Чёрное озеро, был открыт Косинский заповедник. На Чёрном озере проводили исследования свойств воды и грунта учёные Центра торфоопытной станции.
В 1942 году, на следующий год после закрытия биологической станции, на берегу озера образовали карьер по добыче торфа. Это привело к значительному увеличению границ озера, считавшегося наименьшим из Косинской группы. В 1985 году в Косине был организован клуб защитников природы — «Экополис-Косино». В марте 1994 года, благодаря сотрудничеству «Экополис-Косино» и итальянского экологического клуба ЮНЕСКО «Падуя», Косинская территория была внесена в список сокровищ мира (позднее утратила этот статус). С 2006 года является частью территории природно-исторического парка «Косинский».
В настоящее время на близлежащей территории проводятся орнитологические, ботанические, геологические и гидрологические исследования.

## Экология
Директор Косинской биостанции профессор Леонид Россолимо неоднократно отмечал резкое ухудшение экологической ситуации Чёрного озера после открытия карьера по добыче торфа.
Во время строительства профилактория Косинской трикотажной фабрики, в ста метрах от озера был образован большой котлован, позже превращённый в свалку. В апреле 1986 года на эту территорию свозили столичные отходы, которые пытались сжигать и засыпать бульдозером.
С 1996 года близлежащие луга и пустыри интенсивно застраиваются, что также приводит к значительному загрязнению экологии и вод, которыми питается озеро.
Также костры отдыхающих регулярно провоцируют возгорание торфянника на берегах.

## Флора и фауна

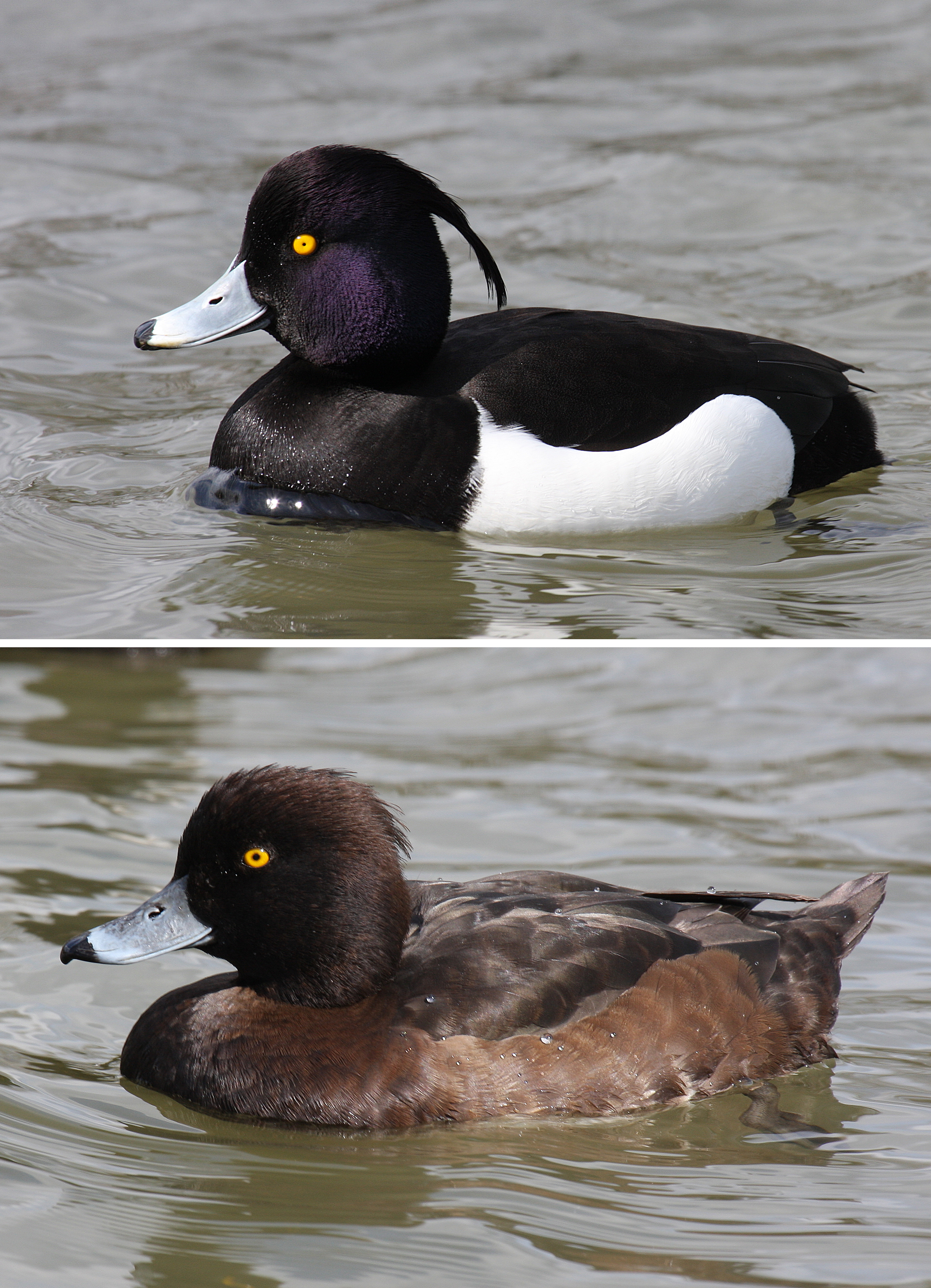
Хохлатая чернеть, самец и самка, 2007

На Чёрном озере гнездятся кряква, чирок-свистунок, речная крачка, хохлатая чернеть, красноголовый нырок, черношейная поганка, камышница, погоныш. Встречаются чайки, чирок-трескунок и гоголь. Осенью в районе трех озёр останавливаются лебеди-кликуны, серощёкая поганка и серый гусь.
Из околоводных птиц встречаются варакушка, камышовая овсянка, желтоголовая трясогузка, соловей, садовая славка, камышевка-барсучок, сорока, а также разные виды куликов: чибис, малый зуёк и другие.
В северной части Чёрного озера сохранились остатки болота, флора и фауна которой не имеет аналогов в окрестностях Косина: горец змеиный, белозор, телорез, тростник, лесной камыш, белокрыльник болотный, телиптерис болотный и другие растения, занесенные в красную книгу Москвы.
По берегам озера растут сосны, берёзы, осины, ивы, рогоз, малина, эхиноцистис лопастный, повой вздутый, заборный и белоцветковый, а также череда облиственная, цикута обыкновенная и многие другие.
Ихтиофауна Косинских озёр включает в себя 10-15 видов. В Чёрном озере в большом количестве живут карп и линь, но также встречаются серебряный карась, лещ, белый амур, окунь, щука, верховка, плотва. В водоёме водятся ужи. Линь и ёрш обыкновенный занесены в Красную книгу Москвы.

## Как добраться
От метро «Новокосино» автобус № 14 и маршрутка № 940 до остановки «улица Николая Старостина», автобус № 773 до остановки «Дом рыбака».
От метро «Выхино» автобус № 502